# 29a edició dels Premis Sant Jordi de Cinematografia
La 29a edició dels Premis Sant Jordi de Cinematografia va tenir lloc el 12 de juny de 1985, patrocinada per Ràdio Nacional d'Espanya.
La cerimònia d'entrega es va dur a terme a Scala Barcelona i fou presentat per Joan Lluch i Charo Espinosa, amb música d'acompanyament de Joan Pineda i Sirvent. Abans de l'entrega es van produir enfrontaments entre la policia i una trentena de militants de CNT que demanaven l'alliberament dels condemnats pel Cas Scala. Hanna Schygulla va recollir personalment el premi, i el concedit pòstumament a Truffaut el va recollir en nom seu l'actor Jean Pierre Léaud.

## Premis Sant Jordi
| Categoria                    | Premiat                             | Labor premiada                        |
| ---------------------------- | ----------------------------------- | ------------------------------------- |
| Millor pel·lícula espanyola  | ¿Qué he hecho yo para merecer esto? | Pel·lícula                            |
| Millor pel·lícula estrangera | París, Texas                        | Wim Wenders                           |
| Millor actor espanyol        | Fernando Fernán Gómez               | La noche más hermosa Feroz Los zancos |
| Millor actriu espanyola      | Victoria Abril                      | La noche más hermosa Río abajo        |
| Millor actor estranger       | Marcello Mastroianni                | La Nuit de Varennes Storia di Piera   |
| Millor actriu estrangera     | Hanna Schygulla                     | La Nuit de Varennes Storia di Piera   |
| Premi Especial del Jurat     | François Truffaut                   | -                                     |